# Trần Anh Hùng
Dans ce nom vietnamien, le nom de famille, Trần, précède le nom personnel.
Pour les articles homonymes, voir Tran (homonyme).
Anh Hùng Trần, né le 23 décembre 1962 à Đà Nẵng au Sud Viêt Nam, est un réalisateur français et vietnamien.

## Biographie
Réfugié en France en 1975, Trần Anh Hùng fait des études d'opérateur à l'École Louis-Lumière en 1987 où il réalise un premier court métrage comme film de fin d'études.
Son court métrage La Femme mariée de Nam Xuong est présenté à la Semaine de la critique à Cannes en 1989. 
L'Odeur de la papaye verte, son tout premier long métrage, est le portrait visuellement soigné d'une petite fille qui doit quitter les siens pour devenir servante chez une famille d'aristocrates cochinchinois ruinée. Le film, qui compte plusieurs scènes d'extérieur, est intégralement tourné en studio à Bry-sur-Marne (aux studios de la SFP) même si l'action est censée se dérouler dans les années 1950 à Saïgon. Il vaut à son réalisateur la Caméra d'or du Festival de Cannes 1993 et le César de la meilleure première œuvre en 1994.
Cyclo, polar très stylisé situé dans les rues d'Hô Chi Minh-Ville, lui permet de remporter le Lion d'or de la Mostra de Venise en 1995. Il devient ainsi l'un des plus jeunes cinéastes à obtenir cette distinction.
À la verticale de l'été, sorti en 2000, constitue le dernier volet de la trilogie vietnamienne du réalisateur.
Après trois films sur le Vietnam, Trần Anh Hùng éprouve le besoin de prendre un tournant décisif dans sa carrière[réf. souhaitée]. Avec son quatrième long-métrage, Je viens avec la pluie, sorti au Japon le 6 juin 2009, il livre un film d’action baroque, un thriller passionné, intense et poétique, hanté par trois figures de la mythologie occidentale et cinématographique : le tueur en série, le détective privé et la figure christique[Interprétation personnelle ?].
Annoncée dès juillet 2008, son adaptation cinématographique de La Ballade de l'impossible (roman du Japonais Haruki Murakami) sort au Japon en décembre 2010 et le 4 mai 2011 en France.
Après Éternité en 2016, son retour dans une production française, La Passion de Dodin Bouffant réunit Juliette Binoche et Benoît Magimel. Le film obtient le Prix de la mise en scène au Festival de Cannes 2023.

## Filmographie

### Réalisateur et scénariste

#### Courts métrages
- 1989 : La Femme mariée de Nam Xuong
- 1991 : La Pierre de l'attente

#### Longs métrages
- 1993 : L'Odeur de la papaye verte (Mùi đu đủ xanh)
- 1995 : Cyclo (Xích lô)
- 2000 : À la verticale de l'été (Mùa hè chiều thẳng đứng)
- 2009 : Je viens avec la pluie (I Come with the Rain)
- 2011 : La Ballade de l'impossible (ノルウェイの森, Noruwei no mori?)
- 2016 : Éternité
- 2023 : La Passion de Dodin Bouffant

### Acteur
- 1995 : Different Places (Különbözö helyek)

## Distinctions
- Fondation Gan pour le cinéma 1991 : Prix de l'aide à la création pour L'Odeur de la papaye verte
- Festival du cinéma européen de Lille 1992 : Grand prix du jury pour La Pierre de l'attente
- Festival de Cannes 1993 : 
  - Prix de la jeunesse pour L'Odeur de la papaye verte
  - Caméra d'or pour L'Odeur de la papaye verte
- César 1994 : César de la meilleure première œuvre pour L'Odeur de la papaye verte
- Mostra de Venise 1995 : 
  - Lion d'or pour Cyclo
  - prix de la critique internationale pour Cyclo
- Festival international du film d'Istanbul 2011 : prix de la critique internationale pour La Ballade de l'impossible
- Festival de Cannes 2023 : Prix de la mise en scène pour La Passion de Dodin Bouffant